# استجابة فرط تحسسية

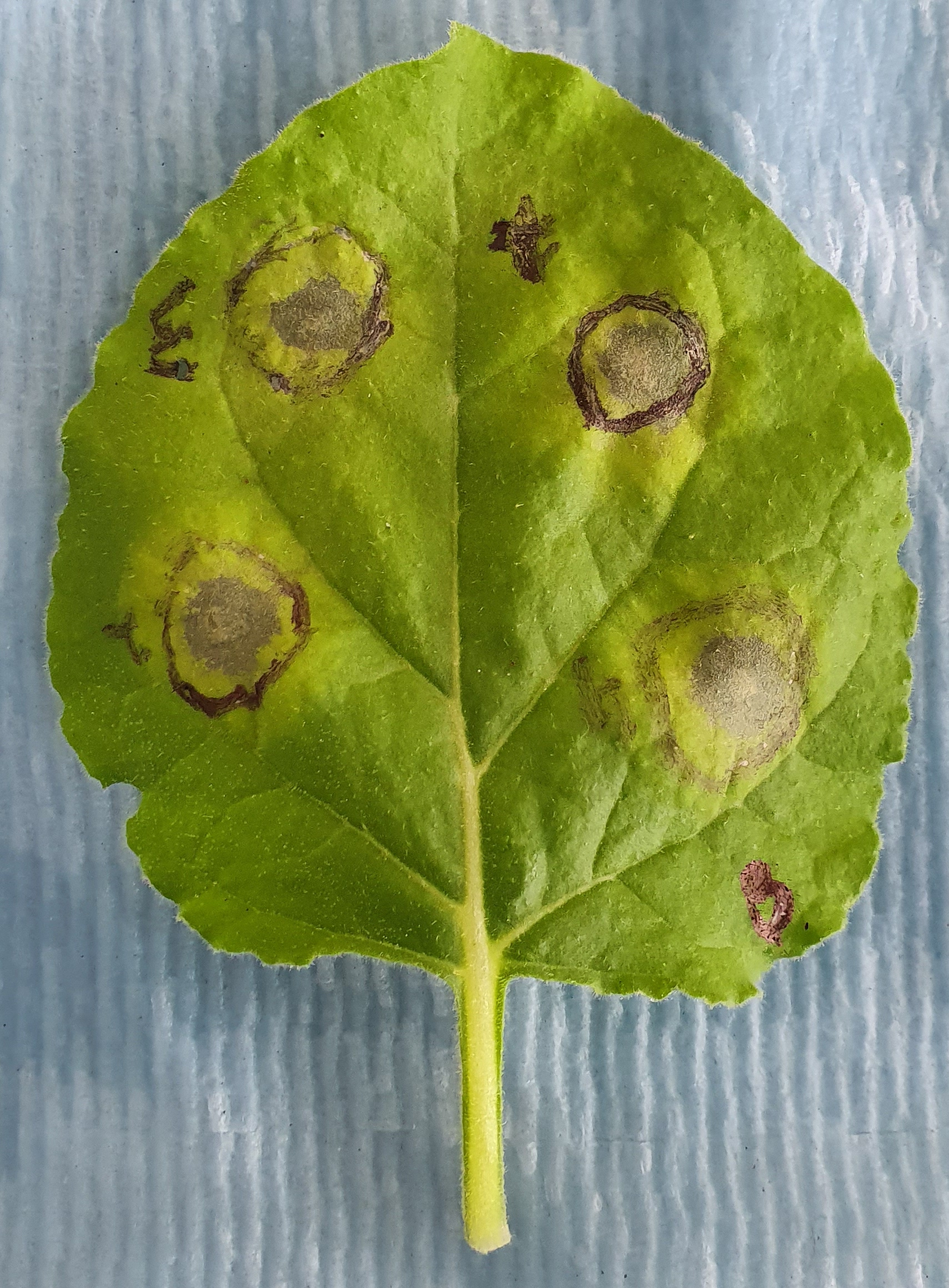
أضرار سببتها الاستجابة فرط التحسسية للنبات.

الاستجابة فرط التحسسية (بالإنجليزية: Hypersensitive response)‏ هي آلية تستخدمها النباتات لمنع انتشار العدوى بواسطة الممراضات الميكروبية. تتميز الاستجابة فرط التحسسية بالموت السريع للخلايا المحيطة بمنطقة العدوى وذلك لمنع نمو وانتشار الممراضات إلى الأجزاء الأخرى من النبات. وهي شبيهة بالمناعة الفطرية الخاصة بالحيوانات، وعادة ما تسبق استجابة أبطأ نظامية (تشمل جميع جسم النبات) والتي تؤدي في النهاية إلى مقاومة مكتسبة نظامية. يمكن ملاحظة الاستجابة فرط التحسسية لدى الغالبية العظمى من أنواع النبات وتُستثار بواسطة مجموعة كبيرة من الممراضات النباتية مثل: الطلائعيات البيضية والفيروسات والفطريات وحتى الحشرات.
يُعتقد أن الاستجابة فرط التحسسية استراتيجية دفاعية فعالة ضد الممراضات التكافلية النباتية التي تتطلب نسيجا حيا للحصول على المغذيات. في حالة الممراضات التي تتغذى على النسيج الميت، يمكن أن تكون الاستجابة فرط التحسسية مفيدة للممراض لأنها تحتاج أن يكون النبات ميتا لتحصل على المغذيات. تصبح الوضعية معقدة في حالة ممراضات مثل اللفحة المتأخرة التي تتصرف ككائن متكافل في المراحل الأولى من العدوى ثم تغير نمط حياتها لاحقا لتصبح ممراضا يتغذى على النسيج الميت. وفي هذه الحالة تكون الاستجابة التحسسية ذات فائدة في المراحل الأولى من العدوى ولا تكون كذلك في أواخرها.